# Marco Úlpio Trajano (senador)
Marco Úlpio Trajano (c. 30 - antes de 100; em latim: Marcus Ulpius Traianus), dito o Velho (em latim: Major), foi um senador romano do século I d.C. e pai biológico do imperador Trajano, o filho adotivo e sucessor do imperador Nerva. Foi cônsul sufecto para o nundínio de setembro a outubro em 72 com Tito Flávio Sabino.

## Família
Trajano era membro da gens Úlpia e originário de uma família de origem italiana que vivia na Hispânia. Não se conhece o nome de sua mãe, mas sabe-se que os ancestrais de seu pai se assentaram na região de Itálica (perto da atual cidade de Sevilha, na Espanha) no final do século III a.C. Sua irmã se chamava Úlpia e era a mãe do pretor Públio Élio Adriano Afer, o pai do imperador Adriano. Trajano se casou com uma romana chamada Márcia, com quem teve dois filhos: uma menina chamada Úlpia Marciana e um filho, o futuro imperador Trajano. Através de Marciana, ele era o avô de Salonina Matídia e bisavô de Víbia Sabina, a esposa de seu sobrinho-neto Adriano.

## Carreira
Trajano foi o primeiro membro de sua família a chegar ao posto de senador. Em 67, é possível que ele tenha comandado uma legião sob o comando-geral de Cneu Domício Córbulo. Sob Vespasiano (que era, na época, o governador da Judeia), Trajano comandou da Legio X Fretensis na primeira guerra judaico-romana entre 67 e 68. Foi neste período que ele caiu nas graças do futuro imperador.
Por causa de suas vitórias, Vespasiano concedeu a Trajano o título de governador de uma província que não sabemos o nome e também um consulado em 70. Nos anos seguintes, ele serviu como governador da Hispânia Bética e da Síria, quando conseguiu impedir uma invasão do Império Parta. Em 79 ou 80, ele comandou uma província não especificada na África e finalmente na Anatólia ocidental.

## Legado
Trajano viveu seus últimos anos com honra e distinção. Evidências indiretas sugerem que ele pode ter morrido antes da ascensão de seu filho em 98. Por volta de 100, seu filho, Trajano, fundou uma cidade no norte da África chamada Colônia Marciana Úlpia Trajana Tamugadi (atual Timgad, na Argélia). Trajano, o filho, batizou a cidade em homenagem ao pai, à mãe e à irmã. Em 113, Trajano, o pai, foi deificado pelo filho e título oficial era divus Traianus pater.